# تشارلي روميرو
تشارلي روميرو (بالإنجليزية: Charlie Romero)‏ (7 يونيو 1989 في الولايات المتحدة - ) هو لاعب كرة قدم أمريكي في مركز الوسط. لعب مع تشارلستون بيتري.

## وصلات خارجية
- تشارلي روميرو على موقع قاعدة بيانات كرة القدم.إي يو (الإنجليزية)